# Boa Esperança do Sul (kommun)
Boa Esperança do Sul är en kommun i Brasilien.   Den ligger i delstaten São Paulo, i den sydöstra delen av landet, 700 km söder om huvudstaden Brasília. Antalet invånare är 13 658.
Följande samhällen finns i Boa Esperança do Sul:
- Boa Esperança do Sul

Omgivningarna runt Boa Esperança do Sul är en mosaik av jordbruksmark och naturlig växtlighet. Runt Boa Esperança do Sul är det glesbefolkat, med 19 invånare per kvadratkilometer.